# Crohn-betegség
A Crohn-betegség (Morbus Crohn, regionális bélgyulladás, granulomatosus ileitis, ileocolitis, ileitis terminalis) az emésztőrendszer ismeretlen eredetű krónikus gyulladásos betegsége (ún. gyulladásos bélbetegség, angolul: inflammatory bowel disease, IBD), mely a bélfal minden rétegét érintheti. Lassan kialakuló, de tartós panaszokat okozó krónikus betegség. Nevét az amerikai Burrill Bernard Crohn belgyógyász után kapta, aki 1932-ben számolt be a kórképről.
A betegség lefolyása változó. Az emésztőrendszer bármelyik szakaszát érintheti, de leggyakrabban a vékony- és vastagbelet együttesen. A kórkép minden betegben a bél meghatározott területeit érinti, és néha egészséges területek fogják közre a beteg bélszakaszokat. A fekélyekkel járó gyulladás leggyakrabban a vékonybél utolsó szakaszán (terminális ileum) alakul ki. Megjelenhet egyedül a vastagbélben is (colon), vagy érintheti mindkét bélrendszert (ileocolon). Nem gyakori a nyelőcsőre, gyomorra, és a végbélre terjedő kórforma. Crohn-betegség esetén a gyulladás a bélfal teljes vastagságára kiterjed, ezért nagyon gyakori a bél perforációja (kilyukadása), gyulladásos tályogok, fekélyek és sipolyképződés, főként a végbélnyílás körül vagy a hasfalon.
A betegség lefolyása hullámzó, kiújulások (relapszusok) és megnyugvások (remissziók) jelentkeznek. Az ebben a betegségben szenvedő emberek aktív és produktív életet élhetnek. A Crohn-betegség krónikus betegség, a kiváltó oka nem ismert. A jelenleg alkalmazott gyógyszerek mérséklik a tüneteket, de nem nyújtanak végleges gyógyulást. A betegeknek tartósan kell gyógyszert szedniük, illetve alkalmanként kórházi kezelés, műtét válhat szükségessé. A fenntartó gyógyszeres kezelés csökkenti a Crohn-betegség kiújulásának gyakoriságát. A tünetek fokozódása közti időszakban a legtöbb beteg jól érzi magát és csak kevés panaszuk van. A betegek a kiújulás esélye miatt szoros gasztroenterológiai ellenőrzést, gondozást igényelnek.
Az elmúlt néhány évtizedben a Crohn-betegség gyakoribbá vált nyugaton és a fejlődő országokban is. Az esetek többsége 30 éves kor alatt kezdődik, a legtöbb 14 és 24 éves kor között. A betegség előfordulásának létezik néhány sajátossága is, mint például Európában és Észak-Amerikában igen határozott észak-déli irányt mutat, minél délebbre haladunk, annál ritkábban találkozhatunk a betegséggel. Fehér bőrűek között majdnem kétszer gyakrabban fordul elő, mint fekete bőrűek között. Az epidemiológiai adatok szerint férfiak és nők azonos arányban betegszenek meg, a városi emberek körében pedig gyakoribb a betegség. Afrika, Ázsia, Latin-Amerika kevésbé fejlett országaiban csak nagyon ritkán fordul elő Crohn-betegség. Magyarországon több mint 50 000 embert érint (2023), és szintén növekszik a fiatalok érintettsége, már az ötéves kor alatti esetek száma is.

## Története
A gyulladással járó bélbetegségeket az olasz Giovanni Battista Morgagni (1682–1771) és a skót háziorvos, T. Kennedy Dalziel is leírták.
Az ileitis terminalist először a lengyel Antoni Leśniowski írta le 1904-ben, de a béltuberkulózistól nem különböztették meg következetesen. Lengyelországban még mindig Leśniowski–Crohn-betegségnek (lengyelül: choroba Leśniowskiego-Crohna) nevezik. Burrill Bernard Crohn, egy amerikai gasztroenterológus a New York City-i Mount Sinai Kórházban 14 esetet talált, és 1932-ben elküldte őket az Amerikai Orvosszövetségnek. Még ugyanebben az évben a kollégáival, Leon Ginzburggal és Gordon Oppenheimerrel publikálta „Regional ileitis: a pathologic and clinical entity” című esettanulmányát. Ugyanakkor mivel Crohn neve elöl van az ábécében, a betegség a világ szakirodalmában Crohn-betegség néven vált ismertté.

## Okai
A betegség pontos oka ismeretlen, valószínűleg nem egy, hanem több ok kölcsönhatása miatt alakul ki.
- Genetikai tényezők: nem tipikus öröklött kór, egyes gének a jelek szerint mégis hajlamosítanak rá, tehát ha a betegség nem is, a hajlam öröklődik. A betegség genetikai vonatkozását mutatja, hogy más öröklődő betegségekkel való társulása sok esetben jellemző. A Torontói Egyetemen olyan gént azonosítottak, amely hajlamosít a Crohn betegségre.A torontói kutatók által izolált gén egy olyan sejtfelszíni fehérjét kódol, amely sejtjeink transzportfolyamatait irányítja, azaz az anyagok be- és kiáramlásának szabályozásában vesz részt. A Crohn-betegségben szenvedő páciensek nagyobb részében ez a fehérje nem működik megfelelően, miáltal a méreganyagok könnyen beléphetnek a sejtekbe. Az elmúlt évek kutatásai alapján úgy vélik, hogy a betegség ugyan nem örökletes, de létezik egy bizonyos genetikai fogékonyság, melynek következtében a bélnyálkahártya ellenálló képessége csökken. Az immunrendszer működésében zavar támad: nem ismeri fel a bélflórát alkotó saját baktériumokat, így azok ellen védekező reakciót indít be, ami bélkárosodáshoz vezet (egyfajta autoimmun betegség[6]). A bélbaktériumok a gyulladás fenntartásában fontos szerepet játszanak.
- Pszichológiai tényezők: a szakértők szerint a psziché a betegség kialakulásáért nem tehető felelőssé, de a pszichológiai stressz egészen biztosan kiválthat akut fellángolást, illetve ronthatja az állapotot.
- Fertőzések: egyes tudósok szerint a Crohn-beteg emberek fertőzött marhák tejével vitték be szervezetükbe a MAP-baktériumot (Mycobacterium avium subspecies paratuberculosis), és így alakult ki náluk a betegség. Mások szerint feltételezhető, hogy a betegség kialakulásához hozzájárulnak a Listeria és a Yersinia baktériumok, amelyek a hűtve tárolt élelmiszerekben (marhahúsban, sertéshúsban, csirkehúsban, felvágottfélékben, hamburgerben, sajtokban és a fejes salátában) rendszerint jelen vannak.
- Étkezési szokások (túl sok finomított szénhidrát fogyasztása, alacsony rostbevitel, hidrogénezettzsír-bevitel)
- Gyógyszerek, antibiotikumok (túl gyakori antibiotikumos kezelések)
- Dohányzás: dohányosoknál háromszor nagyobb valószínűséggel alakul ki Crohn-betegség.
- Immunológiai zavarok: eddig az volt az általános vélemény, hogy a Crohn-betegséget az immunrendszer túlzott aktivitása okozza (autoimmun eredetű), ám lehet, hogy ennek épp az ellenkezője igaz, és az immunrendszer gyengült reakciója a felelős kialakulásáért.

## Tünetek
Tünetei lehetnek:
- alhasi fájdalmak (jellemzően jobb oldali),
- fáradtság,
- krónikus hasmenés,
- szájüreggyulladás,
- hányinger,
- hányás,
- láz,
- magas fehérvérsejtszám,
- anémia,
- véres, nyákos széklet,
- a végbélnyílás körüli tályogok,
- puffadás,
- görcsök,
- fogyás,
- étvágytalanság.

A betegség kezdete sokszor tünetszegény, s évekig tartó hasi fájdalom, időszakos hasmenés előzi meg a diagnózis felállítását. Jellegzetes a jobb oldali alhasi fájdalom, amely főképpen étkezés után jelentkezik. Sokszor a már évek óta tartó gyulladás következtében kialakuló szűkületet jelzi. Kezdetben hőemelkedéssel, rossz közérzettel, fogyással, étvágytalansággal jelentkezhet. Gyakran mutatja heveny vakbélgyulladás vagy heveny bélelzáródás képét.
Természetesen a betegség tünetei összefüggnek azzal, hogy a tápcsatorna melyik része érintett. Ebben az értelemben a vékonybél bizonyos szakaszainak a megbetegedése hasmenést, fogyást, létfontosságú tápanyagok felszívódási zavarát okozhatja (B12-vitamin, vas, fehérje). A vastagbél érintettsége esetén elsősorban a véres hasmenés dominál, és a fájdalmat a gyulladt bél rendellenes összehúzódása okozza. Ritkábban, de előfordulhat a nyelőcső, vagy a gyomor gyulladása is. A visszatérő lázas állapotot a bélfal mélyebb rétegeibe behatoló baktériumok okozzák. A fogyást a vékonybél megbetegedése, felszívódási zavar okozza, de a csökkent táplálékfelvétel is szerepet játszik a kiváltásában.
Gyermekekben a gyomor-bélrendszeri tünetek, mint a hasi fájdalom és a hasmenés nem a legfőbb tünetek, és nem is mindig jelennek meg. A fő tünetek náluk az ízületi gyulladás, láz, vérszegénység és lassult növekedés.
Gyakori, hogy a klasszikus tüneteket megelőzően a beteg kórelőzményében végbélberepedés (fissura ani – fisszúra áni) vagy végbélsipoly (fistula ani – fisztula áni) kialakulása szerepel. Az sem ritka, hogy vakbélgyulladás tünetével megoperálják a beteget, és a szövettani vizsgálat eredményéből derül ki a valódi diagnózis.

### Bélrendszeren kívüli tünetek
- bőrelváltozások
- bőrszárazság
- körömrepedezés
- hajhullás
- szemproblémák
- csontfájdalom
- ízületi tünetek

Előfordul, hogy a bélen kívül más szervrendszert is érint a folyamat. Ezeknek a tünetei akár évekkel megelőzhetik a bélpanaszok megjelenését, s időnként több problémát okoznak, mint a bélgyulladás. E megjelenési formák egyik csoportjában a tünetek párhuzamot mutatnak a bélgyulladás aktivitásával, más részük ettől független. A leggyakoribb panasz az ízületi gyulladás. Főképpen a nagy ízületek érintettek, amelyek fájdalmassá, duzzadttá válhatnak. Idesorolható a csigolyák megbetegedésével járó spondylitis is. A hepatikus komplikációk közé tartozik a zsírmáj, az idült májgyulladás, a cirrózis és bizonyos epeúti bajok, például a pericholangitis és a primer szklerotizáló cholangitis.
Az ileumot érintő Crohn-betegség koleszterines epekövességre hajlamosít. Szintén a malabszorpcióval van összefüggésben az ileitis terminalisban gyakori vesekövesség (oxalátkő) is. Veseszövődménnyel, ureterleszorítással, hydronephrosissal járhat, ha a vékonybélgyulladás a retroperitoneum felé terjed.
A bőrkomplikációk közé tartozik a pyoderma gangrenosum (gyorsan terjedő, gennyes váladékkal borított fekélyes elváltozás) és az erythema nodosum (fájdalmas, vörös, nem kifekélyesedő csomó, leggyakrabban a láb feszítő felszínén). A szájnyálkahártyán gyakoriak az aftaszerű elváltozások. Előfordulhatnak szemet érintő gyulladásos szövődmények is, így uveitis és episcleritis. A gyulladásos bélbetegség mindkét formájában gyakoriak a tromboembóliás betegségek.
A vékonybél kiterjedt érintettsége esetén felszívódási zavarral, és az ebből fakadó speciális hiányállapotok tüneteivel is kell számolni (pl. kalcium- és/vagy káliumhiány esetén izomgörcsök, vashiány, B12 vitaminhiány esetén vérszegénység, bármilyen idegrendszeri tünet stb.). A fehérje felszívódásának zavara miatt a betegek gyakran lefogynak. Emiatt kevéssé lesznek ellenállóak más betegségekkel, pl. fertőzésekkel szemben.

## Diagnózis
Az orvos akkor gyanakszik Crohn-betegségre, amikor a betegnek visszatérő, görcsös hasi fájdalma és hasmenése van, különösen ha ezt ízületi, szem- vagy bőrgyulladás kíséri.
Az orvos először érzékszervi vizsgálatot végez, áttapogatja, megnyomkodja a beteg hasát, és kézzel vizsgálja a vastagbelet.
Következő lépésként a fertőző ágensek kimutatása, vagyis széklettenyésztéses vizsgálatok szükségesek az esetleges fertőzéses eredetű hasmenések kizárására.
Amennyiben kizárhatóak a fertőzések, további vizsgálatok szükségesek a diagnózis felállításához, a különböző gyulladásos bélbetegségek egymástól való megkülönböztetéséhez:
- laborvizsgálatok: nincs célzott laboratóriumi vizsgálat a Crohn-betegség felismerésére, de a vérvizsgálatok vérszegénységet, a fehérvérsejtek kórosan magas számát, alacsony albuminszintet és a gyulladás egyéb jeleit mutatják. Említhető továbbá a gyorsult süllyedés, anaemia (gyakran vashiányos jellegű, de a terminalis ileum megbetegedésénél B12-hiány is kialakulhat, a Salazopyrint szedőknél pedig folsavhiány léphet fel), thrombocytosis, hypoproteinaemia, hypalbuminaemia, hypokalaemia, cinkhiány és más nyomelemek, vitaminok hiánya említhető;
- hasi ultrahang: a szervek általános állapotának megvizsgálására alkalmas, valamint kimutathatóak vele tályogok és megvastagodott bélszakaszok is. A betegség aktivitásának megítélésében is segíthet;
- kolonoszkópia (vastagbéltükrözés): a bél áttekintése egy hajlékony, képalkotásra alkalmas, cső alakú eszközzel. Feladata a gyulladás stádiumának megállapítása, szövettani mintavétel a diagnózis tisztázására. Segítségével megállapítható a betegség kiterjedése és súlyossága is valamint daganatszűrésre is lehetőséget ad;
- kapszulás endoszkópia: a kellemetlen kolonoszkópiás vizsgálat kiváltására ma már létezik az ún. kapszulás endoszkópia, amely egy kapszula formájában lenyelhető kamerát jelent (kapszulaendoszkóp). A kamera miközben végighalad az emésztőrendszeren, másodpercenként felvételeket készít. A módszer alkalmazása még nem terjedt el részben mert nagyon drága, emellett nem ad olyan részletes képet, mint a hagyományos módszerek és szövetminta vételére sincs vele lehetőség. Azonban nagy előnye, hogy a vékonybél azon szakaszai is elérhetőek vele, ahová a hagyományos endoszkópos módszerekkel nem lehetséges eljutni. Ezt a vizsgálatot nem szabad elvégezni pacemakert használó, terhes illetve szűkületes bélbetegségben szenvedő páciensek esetén;
- gyomortükrözés (gasztroszkópia): lehetőséget ad a nyelőcső, gyomor és nyombél vizsgálatára, az ott található beteg szakaszok felfedezésére. Szövettani mintavétel ezzel a módszerrel is lehetséges;
- báriumos beöntéses vastagbélröntgen (gyomor-bélpasszázs vizsgálat): a vizsgálat megmutatja a hegesen szűkült bélszakaszokat és a közöttük található kitágult területeket. Célja továbbá a sipolyok és a daganatok kimutatása;
- vékonybél kettős kontrasztanyagos röntgenvizsgálata: a vékonybél vizsgálatát teszi lehetővé. Segítségével kimutathatóak a szűkült bélszakaszok, sipolyok;
- CT, MRI: kimutathatja a bélfal elváltozásait és a tályogokat, de rutinszerűen nem alkalmazzák a betegség korai felismerésében, a tervezett műtéti beavatkozások előtt nélkülözhetetlenek.

Előfordulhat, hogy a betegség felfedezése bélelzáródás vagy vakbélgyulladás gyanúja miatti műtét alatt történik, a konkrét betegség igazolása ebben az esetben is a szövettani vizsgálat elvégzésével lehetséges.

## Crohn-betegek étrendje
A Crohn-betegek étrendjét mindig a beteg aktuális állapotához kell igazítani. Heveny szakaszban legfontosabb a só- és folyadékpótlás. Igen súlyos esetben az energiabevitel parenterálisan (az emésztőrendszer megkerülésével), majd az elemi diéta alkalmazásával történjék.
Az étrend célja az érzékeny bélszakasz megnyugtatása, az energia- és tápanyaghiány pótlása, valamint a beteg kondíciójának javítása. Ez ízletes, étvágygerjesztő ételekkel, tápszeres kiegészítéssel érhető el.
Az étrend energiában és fehérjében gazdag, zsírszegény (25-30 Energia százalék), csökkent vízben nem oldódó élelmi rost mennyiségű (hüvelyeseket, káposztaféléket, kukoricát, zöldborsót, gyümölcsök héját, dióféléket, olajos magvakat kerüljük, kisebb mennyiségben fogyasszuk) kímélő fűszerezésű (borsot, csípős paprikát, chilit, tormát, mustárt, zsírban sült szalonnát hanyagoljuk). A tejmentesség egyéni tolerancia függvénye. Erős hasmenés idején viszont a tej- és natív cukormentesség tartása fontos!
Az étrend összeállításánál figyelembe kell venni a beteg állapotát, egyén érzékenységét és ízlését.
Fontos, hogy az étrendben két időszakot különböztetünk meg. Más lesz a diéta, ha a betegség éppen fellángol, és más, ha a páciens nyugalmi időszakban van. Sajnos azt nem tudjuk előre megmondani, hogy mikor fog a betegség fellángolni, és meddig tart a nyugalmi időszak, de az biztos, hogy a helyesen betartott étrenddel tovább kitolódik a tünetmentes szakasz.
A Crohn-betegség étrendi kezelésében a gyulladáscsökkentő gyógynövényes teák, mint a kamillavirágot, körömvirágot és cickafarkfüvet tartalmazó keverékek, hasznos kiegészítést jelenthetnek. Ezek a teák enyhítik a bélgyulladást, csökkentik a fájdalmat és támogatják a bélrendszer regenerációját. Rendszeres fogyasztásuk könnyen beilleszthető a Crohn-betegek diétájába, mivel nem irritálják a bélfalat és segítenek a tünetek enyhítésében.
Bővebben:
Irodalmi adatok szerint a Crohn betegség étrendi kezelésével kapcsolatban részeredményeket értek el a speciális szénhidrát étrenddel, a gyulladáscsökkentő étrenddel és az eliminációs-reintrodukciós étrenddel. Tóth Csaba és munkatársai 2016-ban közölték egy Crohn beteg esettanulmányát, ahol egy előrehaladott, és korábban konzervatív kezeléssel eredménytelenül kezelt betegnél visszafordították a Crohn betegséget a paleo-ketogén étrenddel.

## Összehasonlítása acolitis ulcerosával
A leggyakoribb betegség, amely a Crohn-betegséghez hasonló tüneteket okoz, a colitis ulcerosa. Mindkettő gyulladásos bélbetegség és mindkettő érintheti a vastagbelet. Fontos e két betegség megkülönböztetése, mivel a lefolyásuk és az alkalmazandó kezelések különbözőek lehetnek. Vannak olyan esetek, amiket a tünetek és a vizsgálatok alapján sem lehet egyértelműen besorolni, ezek a "meghatározatlan vastagbélgyulladás" (indeterminális colitis) kategóriába kerülnek.
|                                                             | Crohn-betegség                                            | Colitis ulcerosa                      |
| ----------------------------------------------------------- | --------------------------------------------------------- | ------------------------------------- |
| Csípőbél utolsó szakaszának (terminális ileum) érintettsége | gyakori                                                   | ritka                                 |
| Vastagbél érintettsége                                      | többnyire                                                 | mindig                                |
| Végbél érintettsége                                         | ritka                                                     | többnyire                             |
| Végbélnyílás körüli terület érintettsége                    | gyakori                                                   | ritka                                 |
| Epevezeték érintettsége                                     | nem növekszik az ún. elsődleges szklerotizáló cholangitis | gyakori                               |
| Gyulladás kiterjedése                                       | elszórt gyulladásos területek                             | folytonos gyulladásos területek       |
| Tükrözéses vizsgálat (endoszkópia) eredménye                | mélyre ható fekélyek                                      | felületes fekélyek                    |
| Gyulladás mélysége                                          | teljes bélfalat érintő, szövetekig hatoló                 | felszínes, nyálkahártya szintjén lévő |
| Szűkület                                                    | gyakori                                                   | ritka                                 |

## Öröklődés
Az öröklődés kérdésében nem egységesek a vélemények, mivel nem pontosan tisztázott, hogy a betegséggel milyen genetikai tényezők hozhatóak kapcsolatba.
Az egyik vélekedés szerint a Crohn-betegség nem tipikusan öröklött betegség, azonban úgy tűnik, hogy egyes gének hajlamosítanak rá, vagyis a betegség nem öröklődik, azonban a hajlam igen.
Másrészt kimutatták, hogy a betegség családi halmozódásra hajlamos. A betegek negyedének van vastagbélbetegségben szenvedő közeli rokona.
Jelenleg nem lehet előre megmondani, hogy a beteg mely családtagjánál fog a Crohn-betegség kialakulni.
Az öröklődés arányáról eltérő adatok olvashatóak: Annak, hogy beteg szülőnek beteg gyermeke lesz, az arányát 1:10 000 illetve 5-7% között állapították meg.

## Crohn-betegség és terhesség
Crohn-betegségben a különböző panaszok miatt nehezebb lehet a teherbe esés, de a nemzőképesség általában normális vagy csak minimálisan csökkent. A gyógyszerek egy része férfiaknál átmeneti impotenciát okozhat (Salazopiryn, szulfaszalazin, Immurán, anti-TNF-alfa). A panaszok miatt a szexuális vágy csökkenhet.
Mivel a heveny betegség esetén a megtermékenyülés nehezebb és a vetélések száma nagyobb lehet, ezért a teherbe esés előtt igyekezni kell a nyugalmi állapot elérésére. A terhességet lehetőleg olyan periódusban kell tervezni, amikor a beteg gyógyszert nem vagy kis mennyiségben igényel.
A kezelőorvos a beteg állapota alapján tud arról dönteni, hogy az anyára illetve a magzatra mi a veszélyesebb, ha az anya betegsége kezeletlen vagy a szedett gyógyszerek hatásai. Általában a kezelésekre használt gyógyszerek kevésbé veszélyeztetik a magzatot, mint az aktív gyulladás. Gyakran a terhesség olyan jó befolyással lehet a betegségekre, hogy a gyógyszer elhagyható lesz. A szoptatás vége felé érdemes elkezdeni a gyógyszerek szedését.
A terhesség ideje alatt a szokásos diagnosztikai vizsgálatok közül a hasi ultrahangot és szigmoidoszkópiát (az utolsó 40 cm vizsgálatára) lehet elvégezni.

## Kutatások
Az 1990-es évek elején Joel Weinstock gasztroenterológus észrevette, hogy a 20. század folyamán nagymértékben nőtt a gyulladásos bélbetegségek száma Észak-Amerikában.
Sokan a „rossz” génekben keresték a jelenség okát, de Weinstock másfelé kezdett el keresgélni. Azokon a területeken, ahol korábban az IBD előfordulása 1:10000 volt, újabban 1:250-hez volt tapasztalható. A hibás gén ilyen gyorsan nem terjedhet, a tudós tehát a környezetben vélte megtalálni az okot. Nem azt kutatta, mi okozta az IBD terjedését, hanem azt, mi védte meg az embereket tőle a 20. század előtt.
A bélférgek különös hatással vannak a gazdaszervezetre, nemhogy gyulladást okoznának, ami a szervezet tipikus válasza az élősködőkre, hanem éppen hogy megnyugtatják a gazda immunrendszerét. A saját túlélésük érdekében igyekeznek a gazdaszervezetet minél egészségesebben tartani.
Kiderült, hogy egy adott populációban 10 évvel a higiénés körülmények javulása és a féregtelenítés eredményeképpen ugrásszerűen megnőtt az IBD-esetek száma. Weinstock az alábbi hipotézist állította fel: hosszas közös fejlődés során az emberi immunrendszer, ahhoz, hogy jól működjék, függővé vált a bélférgektől.
A higiéné jobbá tette az életünket – mondja Weinstock –, de miközben néhány betegséget megelőzhetünk vele, olyan tényezőket is kiiktatunk, amelyet fontosak egészségünk szempontjából.
Egérkísérletekben bebizonyosodott, hogy a szervezetbe „visszatelepített” bélférgek több betegséget, így az asztmát, az 1. típusú diabéteszt, a sclerosis multiplexet és az IBD-t is gyógyítják.
Két kísérletsorozatot is végeztek embereken, és a 29 Crohn-betegből 23 pozitívan reagált a férgek jelenlétére.
Jelenleg több országban is folynak vizsgálatok, hogy a Trichuris suis nevű, sertésekben tenyésző bélféreggel autoimmun betegségeket gyógyítsanak, mint pl. a sclerosis multiplex, a Crohn-betegség, a szénanátha, az asztma és a különféle ételallergiák.

## Híres Crohn-betegek
- Mr Beast amerikai youtuber[12]
- Mike McCready, a Pearl Jam gitárosa
- Dwight D. Eisenhower amerikai politikus, az Egyesült Államok 34. elnöke
- George „Az állat” Steele amerikai pankrátor
- Anastacia amerikai énekesnő
- Nicky Hopkins angol zenész
- Chris Conley a Saves the Day énekese
- Beth Orton angol énekesnő
- Shannen Doherty színésznő
- Heather O’Rourke amerikai színésznő
- Theoren Fleury jégkorongozó
- Kevin Dineen jégkorongozó
- David Garrard amerikai futballjátékos
- Carrie Grant énekesnő
- Daryl Palumbo amerikai zenész
- Jim Sheppard amerikai zenész, a Nevermore basszusgitárosa
- Dynamo angol bűvész
- Allister Carter profi snookerjátékos
- Pete Davidson komikus
- Vikkstar123 brit youtuber és lemezlovas[13]